# Radioso maggio
«Radioso maggio» és una expressió que fa referència al període immediatament anterior a l'entrada d'Itàlia a la Primera Guerra Mundial, corresponent al maig de 1915. Durant aquest període es van produir manifestacions i vagues dels partidaris de l'entrada del país a la guerra, i els que el volien mantenir fora del conflicte. Els intervencionistes s'hi referien com als "dies radiants" de maig, mentre que els neutralistes l'anomenaven "dies de maig d'Amèrica del Sud" per remarcar el caràcter dels intervencionistes..
Malgrat la controvèrsia va durar gairebé any, només el maig es va produir una escalada d'esdeveniments que van portar a la llum les dinàmiques contraposades de les forces populars que s'havien establert a Itàlia durant el període de neutralitat italiana. L'esdeveniment que va portar a l'inici de les manifestacions i vagues fou la crisi política que començà el 9 de maig, quan Giovanni Giolitti anà a Roma per dirigir la majoria parlamentària neutralista, comprometent els plans de Salandra i del rei Víctor Manuel per entrar a la guerra. El primer ministre Antonio Salandra, intervencionista, s'havia unit amb la Triple Entesa en un pacte secret que obligava Itàlia a intervenir en la guerra en un mes després de la firma. Giolitti, però, tenia la majoria parlamentària, i podia revocar el pacte. El 13 de maig, Salandra va oferir la seva dimissió, però Giolitti va rebutjar succeir-lo i no es va acceptar la seva dimissió. Finalment, el 23 de maig de 1915, el rei Víctor Manuel va prendre la decisió que Itàlia declarés la guerra a Àustria-Hongria.